# تزسارویچ

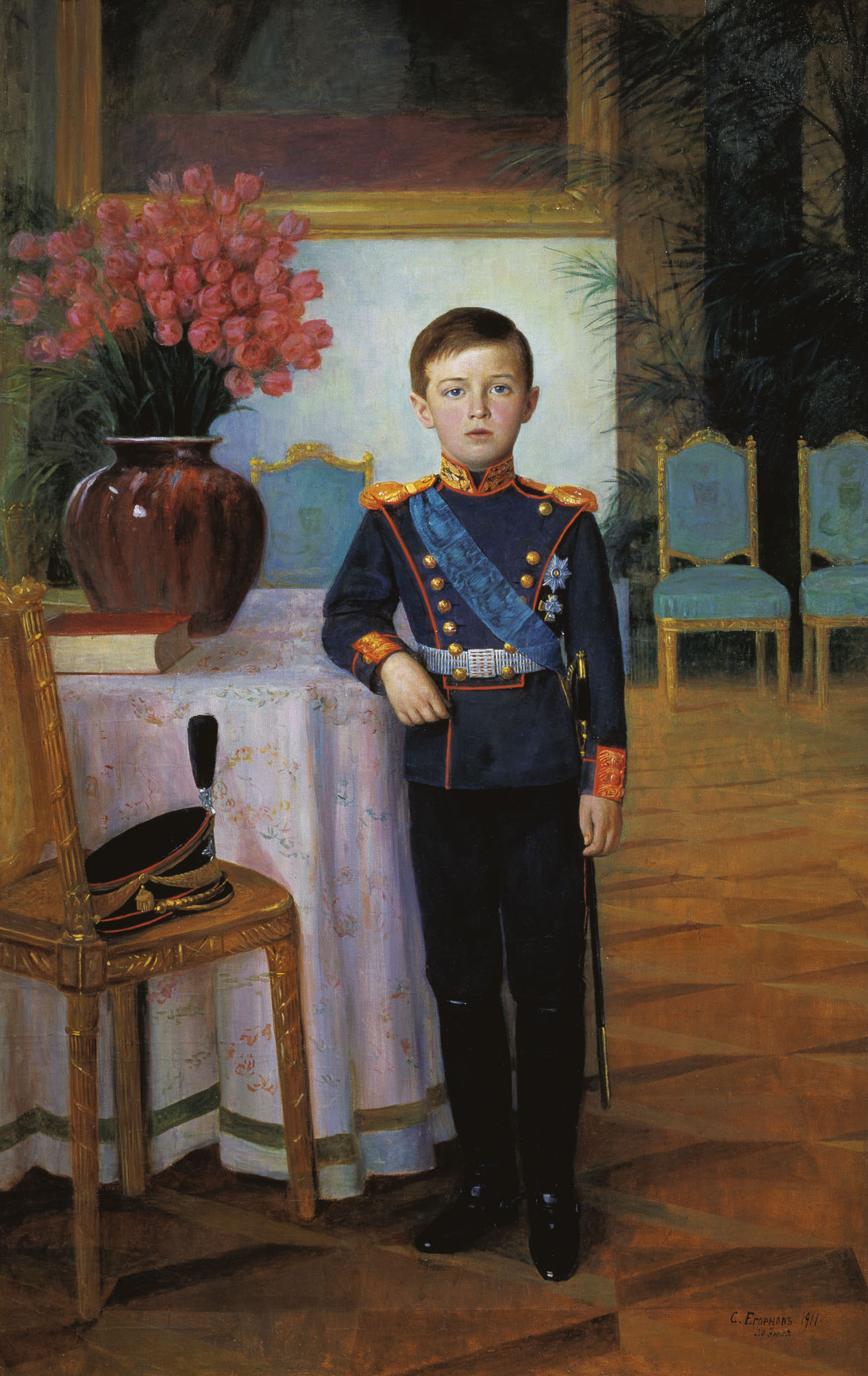
یک پرتره از الکسی نیکولایویچ آخرین تزسارویچ روسیه که همراه با تمام خانواده‌اش به دست بلشویک‌ها به قتل رسید؛ اثر در ۱۹۱۱م.

تزسارویچ (به روسی: Цесаревич) عنوان رسمی ولیعهد‌های امپراتوری روسیه از سال ۱۷۹۷ تا ۱۹۱۷ میلادی بود. این عنوان اغلب با اصطلاح بسیار کلی‌تر تزارویچ که برای تمام پسران تزارها، حتی در سرزمین‌های غیر اسلاوی مانند کریمه، سیبری و گرجستان نیز استفاده می‌شد، اشتباه گرفته می‌شود. معمولاً در یک زمان تنها یک تزسارویچ وجود داشت و این عنوان منحصراً در روسیه استفاده می‌شد.
تزسارویچ همیشه در کنار واژهٔ رسمی جانشین (به روسی: наследник) به صورت: «والاحضرت جانشین تزسارویچ و شاهزادهٔ بزرگ» مورد استفاده قرار می‌گرفت. همسر یک تزسارویچ، «تزسارونا» (به روسی: Цесаревна) نامیده می‌شد.

## تاریخچه
در سال ۱۷۲۱ پتر کبیر استفاده از عنوان «تزار» را متوقف کرد و لقب امپراتور را پذیرفت. در نتیجه عناوین تزارویچ و تزارونا (که تا آخر عمر توسط دختران ایوان پنجم حفظ شد) منسوخ شدند. دختران امپراتور از آن پس با عنوان «تزسارونا» خطاب می‌شدند. پیتر در آن زمان فرزند پسری نداشت. در سال ۱۷۶۲، پتر سوم پس از به تخت نشستن به تنها پسرش پاول پتروویچ عنوان «تزسارویچ» را اعطا کرد. پاول اولین وارث از نه وارث رومانوف بود که آن عنوان را به دوش می‌کشید. با این حال، پاول در زمان اعطای لقب تنها به عنوان پسر قانونی پتر سوم شناخته شد و نه به عنوان وارث قانونی او. همچنین مادر او کاترین کبیر پس از غصب تاج و تخت پدرش، او را با چنین عنوانی به رسمیت نمی‌شناخت.
اغلب از پاول در سطح بین‌المللی با عنوان دیگرش «دوک بزرگ» (به معنای «شاهزاده بزرگ» در زبان روسی) یاد می‌شد. هنگامی که پاول در سال ۱۷۹۶ و پس از مرگ کاترین به سلطنت رسید، فوراً پسرش الکساندر پاولوویچ را تزسارویچ اعلام کرد و این اصطلاح به‌طور قانونی در سال ۱۷۹۷ به شکل عنوان رسمی برای وارثان تاج و تخت (ولیعهد) تصویب شد. از این رو، الکساندر نخستین تزسارویچ روسیه بود که وارث بلافصل نیز محسوب می‌شد. در سال ۱۷۹۹ پاول این عنوان را به پسر دومش کنستانتین پاولوویچ نیز اعطا کرد که او به‌طرز عجیبی، آن را حتی پس از کناره‌گیری سلطنت در سال ۱۸۲۵ به نفع برادر کوچک‌ترش نیکلای یکم، حفظ کرد.
از آن پس، پسر ارشد هر امپراتور تا سال ۱۸۹۴ این عنوان را یدک می‌کشید. نیکلای دوم عنوان تزسارویچ را به برادرش دوک بزرگ جورج الکساندروویچ اعطا کرد؛ با این شرط که انتصاب وی با تولد پسری از او خاتمه یابد. هنگامی که جورج در سال ۱۸۹۹ درگذشت، نیکلای این عنوان را به بزرگ‌ترین برادر بازماندهٔ خود مایکل الکساندروویچ اعطا نکرد و این مقام تا تولد تنها پسر نیکلای تا پنج سال دیگر، خالی بود. آن پسر یعنی الکسی نیکولایویچ، آخرین تزسارویچ امپراتوری روسیه شد که همراه با تمام خانواده‌اش به دست بلشویک‌ها به قتل رسید.